# Perfekt potens
Inom matematik, är ett positiv heltal en perfekt potens om talet går att dela upp i en faktorisering av {\displaystyle m} upprepningar av ett tal {\displaystyle k}.
Heltalet {\displaystyle n} är en perfekt potens om och endast om det existerar {\displaystyle m>1}och {\displaystyle k>1}sådant att {\textstyle m^{k}=n}. Exempelvis är {\textstyle 32=2^{5}}en perfekt potens av grad 5.